# John E. Sununu
John Edward Sununu (ur. 10 września 1964 w Bostonie w Massachusetts) – amerykański polityk, senator ze stanu New Hampshire w latach 2003–2009, członek Partii Republikańskiej. Jego ojcem jest John H. Sununu, gubernator stanu New Hampshire w latach 1983–1989 i szef sztabu w Białym Domu podczas kadencji George’a H.W. Busha w latach 1989–1991.